# Şahvələdli
Şahvələdli è un comune dell'Azerbaigian situato nel distretto di Daşkəsən.